# Hot Rocks 1964–1971
Hot Rocks 1964–1971 is een compilatiealbum van The Rolling Stones. In de Verenigde Staten kwam het uit in 1971, in het Verenigd Koninkrijk in 1990. In de VS bereikte het album in de Billboard Pop Albums #4 (1972), in de Britse UK Top 75 Albums #3 (1990).

## Nummers
- Alle nummers zijn geschreven door Mick Jagger en Keith Richards, tenzij anders aangegeven.

Disc één
1. Time Is on My Side (Norman Meade) – 2:59
2. Heart of Stone – 2:49
3. Play with Fire (Nanker Phelge) – 2:13
4. (I Can't Get No) Satisfaction – 3:43
5. As Tears Go By (Mick Jagger/Keith Richards/Andrew Loog Oldham) – 2:44
6. Get Off of My Cloud – 2:55
7. Mother's Little Helper – 2:44
8. 19th Nervous Breakdown – 3:56
9. Paint It, Black – 3:23
10. Under My Thumb – 3:42
11. Ruby Tuesday – 3:16
12. Let's Spend the Night Together – 3:37

Disc twee
1. Jumpin' Jack Flash – 3:41
2. Street Fighting Man – 3:14
3. Sympathy for the Devil – 6:18
4. Honky Tonk Women – 3:00
5. Gimme Shelter – 4:31
6. Midnight Rambler (liveversie) – 9:14
7. You Can't Always Get What You Want – 7:28
8. Brown Sugar – 3:49
9. Wild Horses – 5:44

## Hitlijsten
Album
| Jaar | Hitlijst             | Notering |
| ---- | -------------------- | -------- |
| 1972 | Billboard Pop Albums | 4        |
| 1990 | UK Top 75 Albums     | 3        |